# Alexandre Tkatchev (gymnastique)
Pour les articles homonymes, voir Tkatchiov.
Pour l’article homonyme, voir l'homme politique russe Alexandre Tkatchev.
Alexandre Tkatchev (en russe : Алекса́ндр Васи́льевич Ткачёв, Aleksandr Vassilievitch Tkatchiov), né le 4 novembre 1957 à Semilouki (Oblast de Voronej, RSFS de Russie), est un gymnaste soviétique double champion olympique, par équipes et aux barres parallèles. 
Tkachev fut l'un des meilleurs gymnastes entre 1977 et 1981. En 1977, Tkachev réalisa pour la première fois un élément de la gymnastique à la barre fixe, qui fut plus tard nommé Tkatchev et est devenu l'un des éléments les plus impressionnants de la barre fixe, fréquemment réalisé dans les compétitions internationales de gymnastique.

## Palmarès
| Année | Événement             | général | par équipe | Sol | Cheval d'arçon | Anneaux | Saut | Barres parallèles | Barre fixe |
| ----- | --------------------- | ------- | ---------- | --- | -------------- | ------- | ---- | ----------------- | ---------- |
| 1976  | USSR Championships    |         |            |     |                |         |      | 3e                |            |
| 1977  | World Cup             | 3e      |            | 2e  | 3e             | 3e      |      | 2e                | 1er        |
| 1977  | Championnats d'Europe | 2e      |            | 1er |                | 2e      |      |                   | 2e         |
| 1977  | Universiade           |         |            |     |                |         |      | 1er               |            |
| 1977  | USSR Championships    | 2e      |            |     |                | 3e      |      | 1er               | 2e         |
| 1977  | USSR Cup              | 1er     |            |     |                |         |      |                   |            |
| 1978  | Championnats du monde |         | 2e         |     |                |         |      |                   |            |
| 1978  | World Cup             |         |            |     |                |         |      |                   | 3e         |
| 1978  | USSR Championships    | 2e      |            |     | 2e             | 3e      |      | 1er               | 2e         |
| 1978  | USSR Cup              | 2e      |            |     |                |         |      |                   |            |
| 1979  | Championnats du monde | 3e      | 1er        | 3e  |                | 3e      |      | 2e                | 2e         |
| 1979  | Championnats d'Europe | 2e      |            |     |                |         |      |                   | 1er        |
| 1979  | USSR Championships    |         |            |     | 1er            |         |      | 1er               | 1er        |
| 1979  | USSR Cup              | 2e      |            |     |                |         |      |                   |            |
| 1980  | USSR Championships    |         | 1er        |     |                | 2e      |      | 1er               | 1er        |
| 1980  | Jeux olympiques       |         | 1er        |     |                | 2e      |      | 1er               |            |
| 1981  | Championnats du monde |         | 1er        |     |                |         |      |                   | 1er        |
| 1981  | Championnats d'Europe | 1er     |            | 3e  |                | 3e      |      | 2e                | 1er        |
| 1981  | USSR Championships    | 1er     |            |     |                | 2e      |      | 1er               | 3e         |
| 1981  | USSR Cup              | 1er     |            |     |                |         |      |                   |            |